# ザ・ドリーム
テリウス・ヤングデル・ナッシュ（英語: Terius Youngdell Nash、1977年1月25日 - ）は、ザ・ドリーム（英語: The-Dream）アメリカ合衆国のシンガーソングライター、音楽プロデューサー。Def Jam 所属。

## 来歴

### 生い立ち
ノースカロライナ州で生まれた後、ジョージア州アトランタのバックヘッドで育つ。
10歳の時に叔父言われた「お前は私達のThe Dreamになれ。より高いゴールを持て」という言葉が名前の由来となった。
ザ・ドリームは、高校卒業後に地元の有名ラッパー、ラヒーム (Raheem) によって契約し、シンガーグループのゲス・フー (Guess Who) に参加した。

### ソングライター、プロデューサー時代
高校卒業から数年後、ザ・ドリームは新鋭のラッパー達に曲を書いたり仲間にフックを書いたりする形で、ソングライターとしての活動を始めた。
2002年、デビュー2年目だったB2Kの「Everything」を作曲。この曲が含まれたアルバム『Pandemonium!』がプラチナヒットを記録した。このヒットがザ・ドリームの音楽家としての道を開くことになり、2003年にPeermusicとの初の出版契約に繋がった。B2Kから1年後、度々プロデュースを組んでいるパートナーのトリッキー・スチュワート (Tricky Stewart) と共作し、ブリトニー・スピアーズとマドンナに「ミー・アゲインスト・ザ・ミュージック」を提供。その後は、R&Bシンガーで自身の妻でもあったニヴェアのセカンドアルバム『Complicated』のエクゼティブプロデュース（2005年）を手がけるなど、制作活動に専念。

### 2007年〜 ヒット曲とデビュー
2007年、リアーナの大ヒット曲「アンブレラ feat. Jay-Z」のソングライター及びプロデューサーとして注目される。同年、シングル「Shawty Is A 10」でデビュー。
2007年、トリッキー、ジェイ・Zと共に制作しリアーナが歌った「アンブレラ」が、米ビルボード・ホット100チャートで7週連続1位（2007年6月9日〜）を獲得。UKチャートでは10週連続の1位を記録。「アンブレラ」はグラミー賞最優秀ラップコラボレーション賞を始め、数々の賞を受賞。この曲のヒットがデフ・ジャムとザ・ドリームのアーティスト契約に繋がった。続いてプロデュースしたJ・ホリディの「Bed」が、米ビルボードR&B/Hip Hopチャートで5週連続の1位を獲得（2007年9月17日〜）。
アンブレラがヒット最中の2007年7月、自身が”ザ・ドリーム”として「Shawty Is A 10」で歌手デビューした。トリッキーと手がけたこの曲は、米ビルボードR&B/Hip Hopチャート最高6位を記録（11月17日）。
同年9月、セカンド・シングル「ファルセット」が米ビルボードR&Bチャート最高3位。
2008年、BETベスト・ニュー・アーティスト受賞
2007年12月、ファースト・アルバム『Love / Hate』をリリース。米ビルボードR&B/Hip Hopアルバムチャート5位を記録。
同月にメアリー・J. ブライジに楽曲提供した「ジャスト・ファイン」が、R&B/Hip Hopチャートに3ヶ月連続トップ10入り（12月8日〜）、最高4位となる（2月2日）。
楽曲提供している主なアーティストは、ジャネット・ジャクソン「The Greatest X」、クリス・ブラウン「You」、マライア・キャリー 「タッチ・マイ・ボディ」他、シアラ、ジェイミー・フォックス、マイヤなど。
プロデュースや楽曲提供した作品には『Terius Nash』又は『Terius 'The-Dream' Nash』でクレジット表記されることもある。
2008年12月、セカンド・アルバム『Love vs. Money』をリリース。米ビルボードアルバムチャート最高2位、R&Bチャート1位を記録。
2009年12月に発売予定だったサード・アルバム『Love King』は、2010年6月の発売に延期された。
2010年グラミー賞ソング・オブ・ザ・イヤー、ベストR&Bソング受賞（ビヨンセ 「シングル・レディース (プット・ア・リング・オン・イット)」 )
2012年12月18日、Def Jam Recordingsからフォース・アルバム『Terius Nash: 1977』をリリース。
2013年、自身が90年代の官能的なR&Bを意識して制作したというフィフス・アルバム『IV Play』をリリース。を 客演として Jay-Z, Big Sean, Beyoncé, Pusha T, 2 Chainz, Kelly Rowland, Gary Clark Jr., Fabolousらが参加。
2014年夏、『Royalty: The Prequel (EP) 』をリリース。
2015年3月、『Clown (EP)』をリリース。
2016年、Tinasheのシングル『Superlove』のソングライティング,『Company』のソングライティング兼プロデュースを担当。

### エピソード
ザ・ドリームは制作スピードが早く、「アンブレラ」を12分で書き上げ、自身のデビュー・アルバム『Love / Hate』はトリッキーと共に9日間で作詞作曲からレコーディングまで全て終わらせた。

## 私生活

### 恋愛・結婚
2004年に歌手のニヴェアと結婚。2005年に一女が誕生し、2006年に双子の一男と二女をもうけるが、2007年に離婚。
2009年5月に歌手のクリスティーナ・ミリアンと婚約し、同年9月に結婚。2010年2月に娘が誕生した。
2013年、恋人の Lydia Nam との間に息子が誕生。
2014年に Lalonne Martinez と結婚。2人の間には2015年に一男が誕生。2016年に二男が誕生。
現在までに、7人の子供の父親である。

## ディスコグラフィ

### アルバム
| 年     | タイトル                                                        | ゴールド・ディスク |
| ------ | --------------------------------------------------------------- | ------------------ |
| 2007年 | 『Love/Hate』 - ファースト・アルバム - 発売日: 2007年12月11日   | - RIAA: ゴールド   |
| 2009年 | 『Love vs. Money』 - セカンド・アルバム - 発売日: 2009年3月10日 |                    |
| 2010年 | 『Love King』 - サード・アルバム - 発売日: 2010年6月29日        |                    |

### シングル
| リリース年 | シングル                               | 収録アルバム       |
| ---------- | -------------------------------------- | ------------------ |
| 2007年     | Shawty Is Da Sh*! (feat. Fabolous)     | 『Love/Hate』      |
| 2007年     | Falsetto                               | 『Love/Hate』      |
| 2008年     | I Luv Your Girl                        | 『Love/Hate』      |
| 2008年     | Rockin' That Shit                      | 『Love vs. Money』 |
| 2009年     | My Love (feat. Mariah Carey)           | 『Love vs. Money』 |
| 2009年     | Walkin' On The Moon (feat. Kanye West) | 『Love vs. Money』 |
| 2009年     | Sweat It Out                           | 『Love vs. Money』 |
| 2010年     | Love King                              | 『Love King』      |
| 2010年     | Make Up bag（feat. T.I.）              | 『Love King』      |

### 客演/シングル
| リリース年 | 曲名                                                          | 収録アルバム            |
| ---------- | ------------------------------------------------------------- | ----------------------- |
| 2008年     | Please Excuse My Hands (Plies feat. Jamie Foxx & The-Dream)   | 『Definition Of Real』  |
| 2008年     | Baby (LL Cool J feat. The-Dream)                              | 『Exit 13』             |
| 2008年     | Fall Back (Dear Jayne feat. The-Dream)                        | 『Voice Message』       |
| 2008年     | Cookie Jar (Gym Class Heroes feat. The-Dream)                 | 『The Quilt』           |
| 2009年     | Throw It In The Bag (Fabolous feat. The-Dream)                | 『Loso's Way』          |
| 2009年     | Digital Girl (Jamie Foxx feat. Drake, The-Dream & Kanye West) | 『Intuition』           |
| 2009年     | Gangsta Luv (Snoop Dogg feat. The-Dream)                      | 『Malice n Wonderland』 |
| 2010年     | Shut It Down (Drake feat. The-Dream)                          | 『Thank Me Later』      |
| 2011年     | Live This Life (Big Sean feat. The-Dream)                     | 『Finally Famous』      |

### その他の客演作品
ここを参照
- ザ・ドリーム ディスコグラフィ（英語）

### プロデュース作品
ここを参照
- ザ・ドリーム ディスコグラフィ（英語）

## Radio Killa Records
ザ・ドリームによるDef Jam内のレーベル
- エレクトリック・レッド (Electrik Red)
- クリスティーナ・ミリアン (Christina Milian)